# Edmund P. Gaines

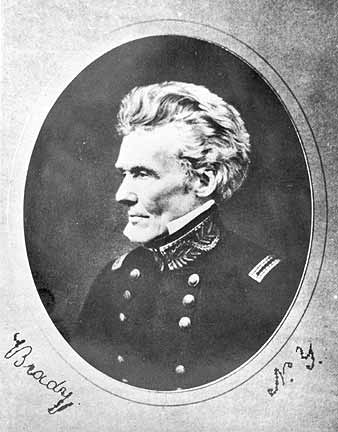

Edmund Pendleton Gaines (20 de março de 1777 - 6 de junho de 1849) foi um oficial do exército dos Estados Unidos que serviu com distinção durante a Guerra de 1812, as Guerras Seminoles e a Guerra de Black Hawk. Recebeu a Medalha de Ouro do Congresso em 3 de novembro de 1814.